# Nate McLouth
Pour les articles homonymes, voir McLouth.
Nathan Richard McLouth (né le 28 octobre 1981 à Muskegon, Michigan, États-Unis) est un joueur de champ extérieur au baseball évoluant en Ligue majeure avec les Nationals de Washington.
En 2008, il est sélectionné pour le match des étoiles dans l'équipe de la Ligue nationale comme représentant des Pirates de Pittsburgh et gagne un Gant doré pour son jeu défensif au champ extérieur.

## Biographie

### Pirates de Pittsburgh
Après des études secondaires à la Whitehall High School de Whitehall (Michigan), Nate McLouth est drafté le 5 juin 2000 par les Pirates de Pittsburgh. Il fait ses débuts en Ligue majeure le 29 juin 2005.
En 2008, McLouth honore sa première sélection au match des étoiles, reçoit un Gant doré pour ses performances défensives et mène la Ligue nationale en matière de doubles (46). Il termine 27e du vote désignant le joueur par excellence de la saison en Ligue nationale. Il mène la Ligue nationale cette année-là avec 46 doubles et est 5e pour les points marqués avec 113. Il maintient une moyenne au bâton de ,276 avec des sommets en carrière de coups sûrs (165), de circuits (26) et de points produits (94). Il réussit 23 buts volés en seulement 26 essais.
Le 17 février 2009, McLouth prolonge son contrat chez les Pirates de trois saisons avec une option pour 2012 pour 15,75 millions de dollars. 

### Braves d'Atlanta

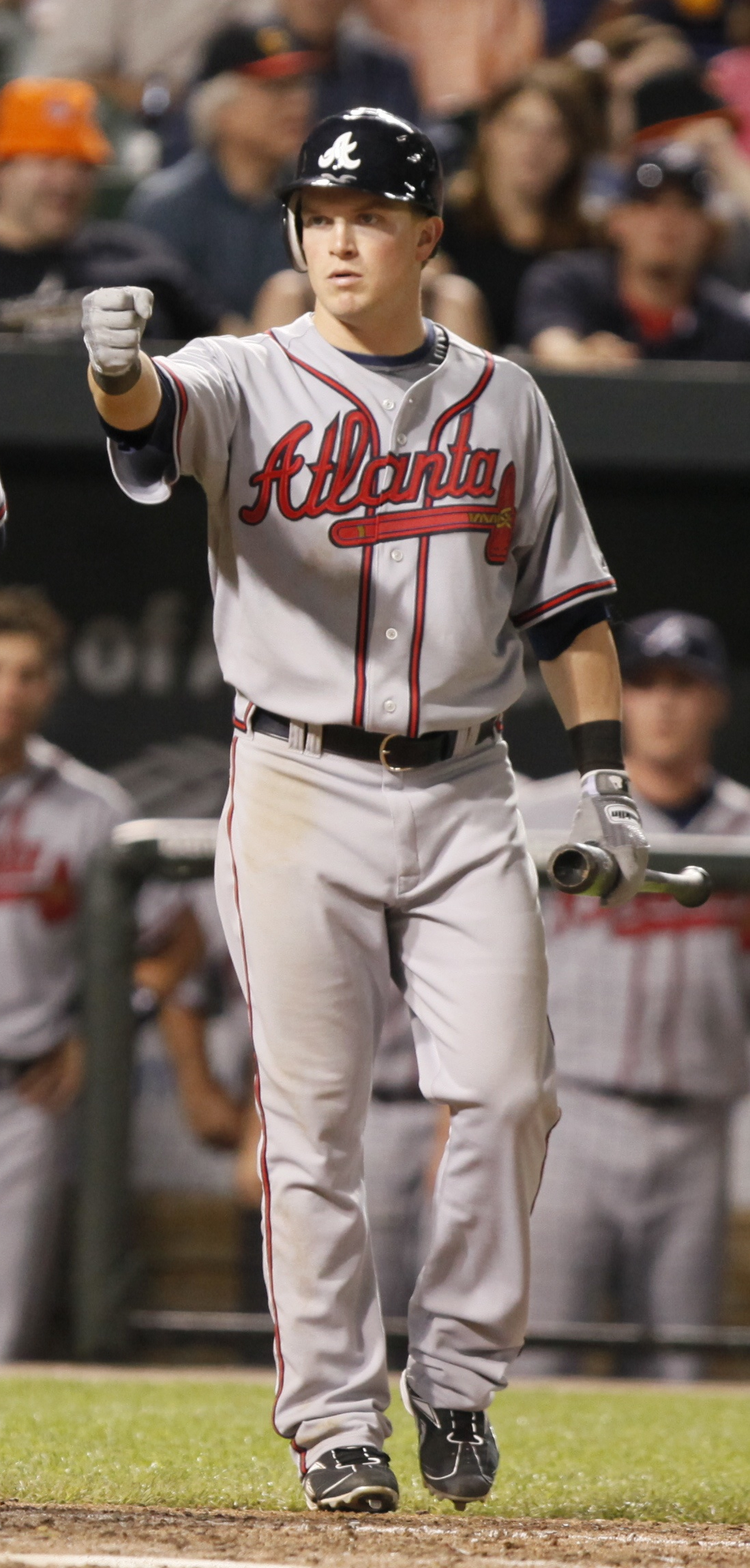
Nate McLouth en 2009 avec les Braves d'Atlanta.

Il est échangé aux Braves d'Atlanta le 3 juin 2009 en retour des lanceurs Charlie Morton et Jeff Locke et du voltigeur Gorkys Hernández.
Le 27 juillet 2010, les Braves d'Atlanta le rétrogradent au niveau Triple-A chez les Braves de Gwinnett après qu'il n'a obtenu que six coups sûrs à ses dernières 63 apparitions au bâton. Il termine l'année avec une moyenne au bâton d'à peine ,190 en 85 matchs pour Atlanta.
McLouth joue une demi-saison (81 parties) pour les Braves en 2011 et termine l'année avec une faible moyenne au bâton de 228.

### Retour à Pittsburgh
Le 7 décembre 2011, McLouth est rapatrié par les Pirates de Pittsburgh, qui lui font signer un contrat d'un an pour la saison 2012. McLouth ne frappe que pour ,140 après 34 parties pour les Pirates en 2012. Il est libéré de son contrat le 31 mai. 

### Orioles de Baltimore

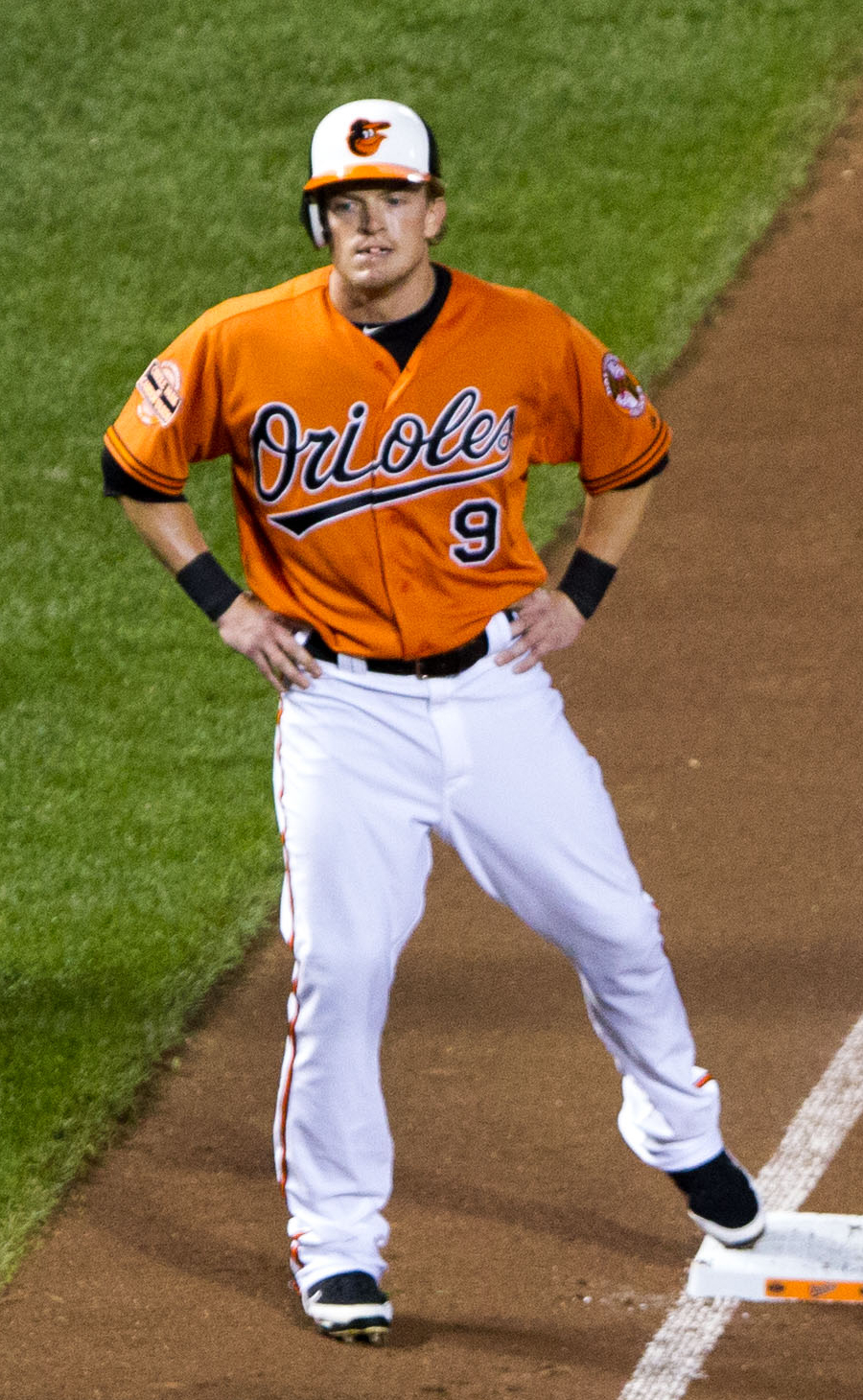
Nate McLouth en 2012 avec les Orioles de Baltimore.

Après avoir été remercié par Pittsburgh, McLouth rejoint les Orioles de Baltimore. Il y fait mieux avec 7 circuits, 18 points produits, 12 buts volés et une moyenne au bâton de ,268 en 55 parties jouées. Il complète sa saison régulière 2012 avec 7 circuits, 20 points produits, 12 buts volés et une moyenne au bâton de ,241 en 89 matchs pour les Pirates et les Orioles. Avec ces derniers, il accède aux séries éliminatoires. Dans le match de meilleur deuxième que les Orioles gagnent sur les Rangers du Texas le 5 octobre, McLouth atteint les buts sur une erreur défensive de l'adversaire et marque le premier point du match, puis en produit un autre plus tard à l'aide d'un coup sûr. Il est de l'alignement des Orioles dans les cinq parties disputées aux Yankees de New York en Série de division et, malgré la défaite de son club, il se distingue avec sept coups sûrs dont un circuit, trois points produits, deux buts volés et une moyenne au bâton de ,318.
Devenu agent libre, McLouth signe le 13 décembre 2012 un contrat d'un an avec Baltimore. 
En 143 parties joués pour les Orioles en 2013, il frappe pour ,258 avec 12 circuits et 36 points produits. Ses 137 coups sûrs représentent son second plus haut total en une saison après sa saison 2008 à Pittsburgh. Il ajoute un record personnel de 30 buts volés en 37 tentatives.

### Nationals de Washington
Le 12 décembre 2013, McLouth rejoint pour deux saisons les Nationals de Washington. 

## Statistiques
| Saison | Équipe     | G   | AB   | R   | H   | 2B  | 3B | HR | RBI | SB | BA    |
| ------ | ---------- | --- | ---- | --- | --- | --- | -- | -- | --- | -- | ----- |
| 2005   | Pittsburgh | 41  | 109  | 20  | 28  | 6   | 0  | 5  | 12  | 2  | 0,257 |
| 2006   | Pittsburgh | 106 | 270  | 50  | 63  | 16  | 2  | 7  | 16  | 10 | 0,233 |
| 2007   | Pittsburgh | 137 | 329  | 62  | 85  | 21  | 3  | 13 | 38  | 22 | 0,258 |
| 2008   | Pittsburgh | 152 | 597  | 113 | 165 | 46  | 4  | 26 | 94  | 23 | 0,276 |
| 2009   | Pittsburgh | 45  | 168  | 27  | 43  | 7   | 1  | 9  | 34  | 7  | 0,256 |
| 2009   | Atlanta    | 84  | 339  | 59  | 87  | 20  | 1  | 11 | 36  | 12 | 0,257 |
| 2010   | Atlanta    | 85  | 242  | 30  | 46  | 12  | 1  | 6  | 24  | 7  | 0,190 |
| Totaux | Totaux     | 650 | 2054 | 361 | 517 | 128 | 12 | 77 | 254 | 83 | 0,252 |

| Saison | Équipe  | G | AB | R | H | 2B | 3B | HR | RBI | SB | BA   |
| ------ | ------- | - | -- | - | - | -- | -- | -- | --- | -- | ---- |
| 2010   | Atlanta | 3 | 2  | 0 | 1 | 0  | 0  | 0  | 0   | 0  | .500 |
| Totaux | Totaux  | 3 | 2  | 0 | 1 | 0  | 0  | 0  | 0   | 0  | .500 |

Note : G = Matches joués ; AB = Passages au bâton; R = Points ; H = Coups sûrs ; 2B = Doubles ; 3B = Triples ; 
HR = Coup de circuit ; RBI = Points produits ; SB = Buts volés ; BA = Moyenne au bâton.